# Reinier Jesus Carvalho

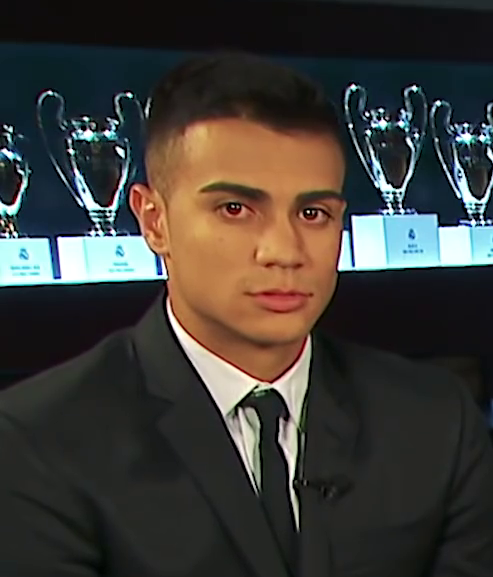
Reinier Jesus Carvalho

Reinier Jesus Carvalho, född 19 januari 2002 i Brasília, är en brasiliansk fotbollsspelare.
Han blev olympisk guldmedaljör i fotboll vid sommarspelen 2020 i Tokyo.